# 엔진 브레이크

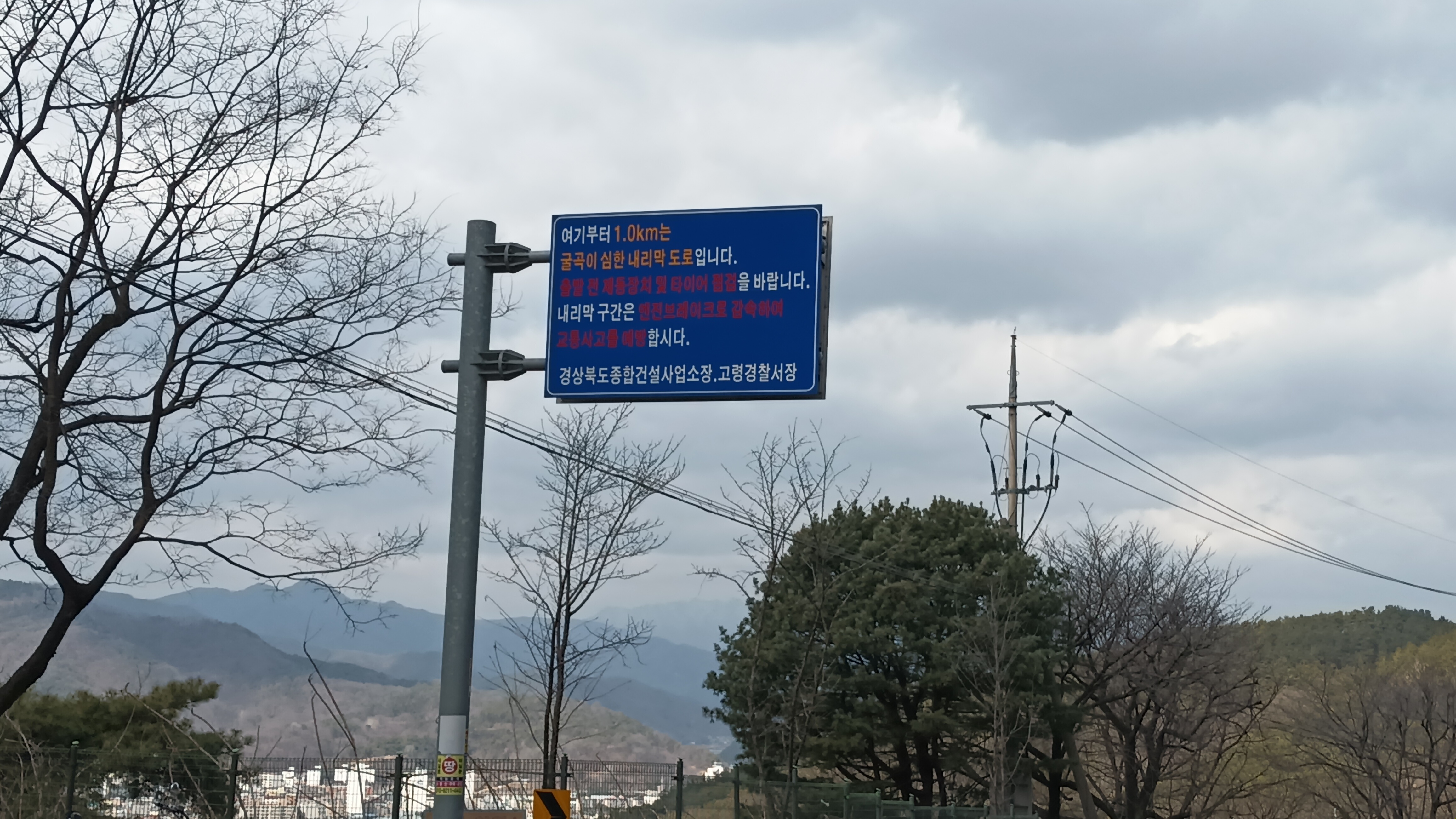
고령군 개진면 금산재, 엔진브레이크 사용 안내 표지판

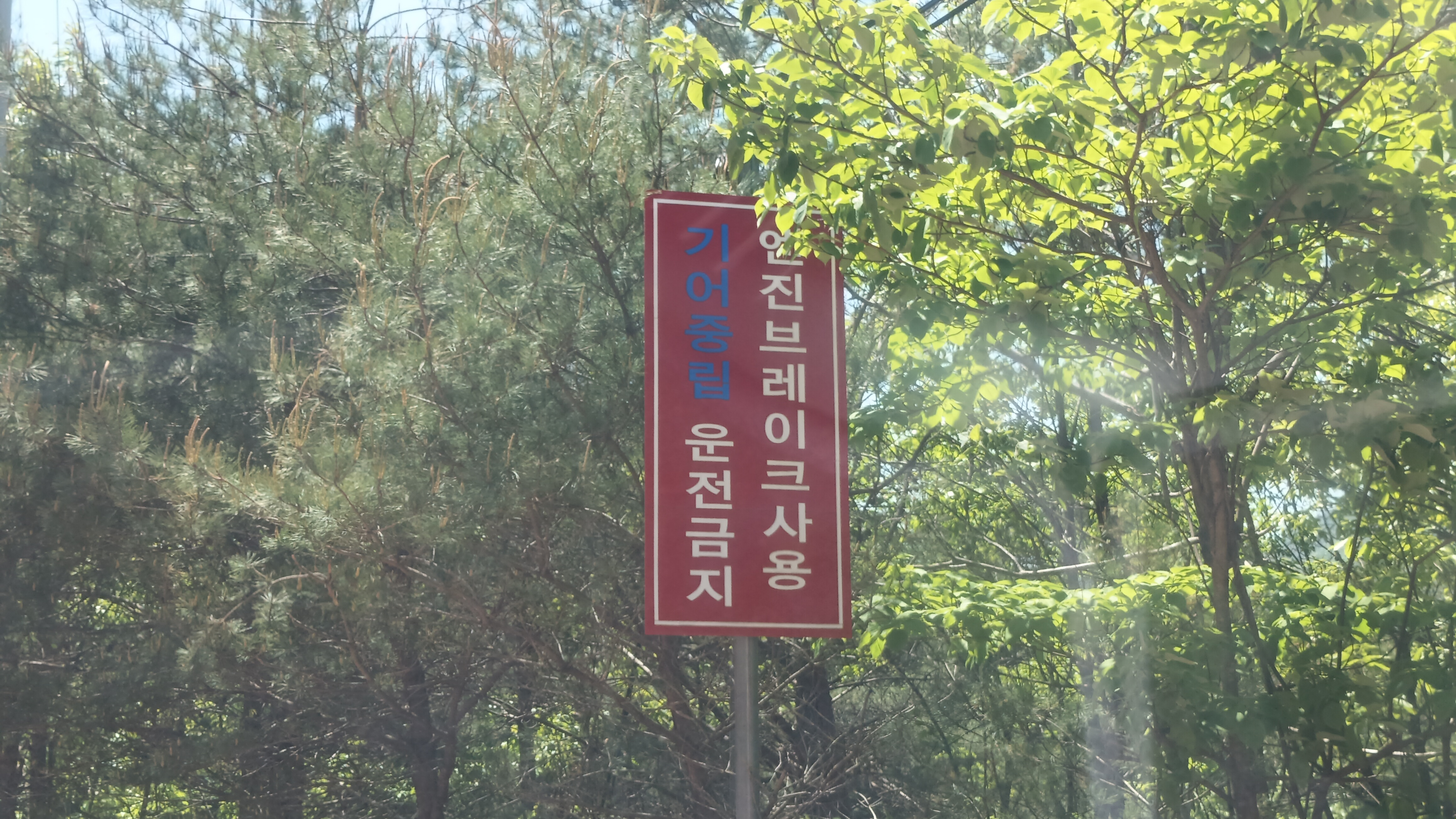
엔진브레이크 사용 및 중립기어 운전금지 표지, 영덕군 창수면 창수리 지방도 제918호선 창수령 남부

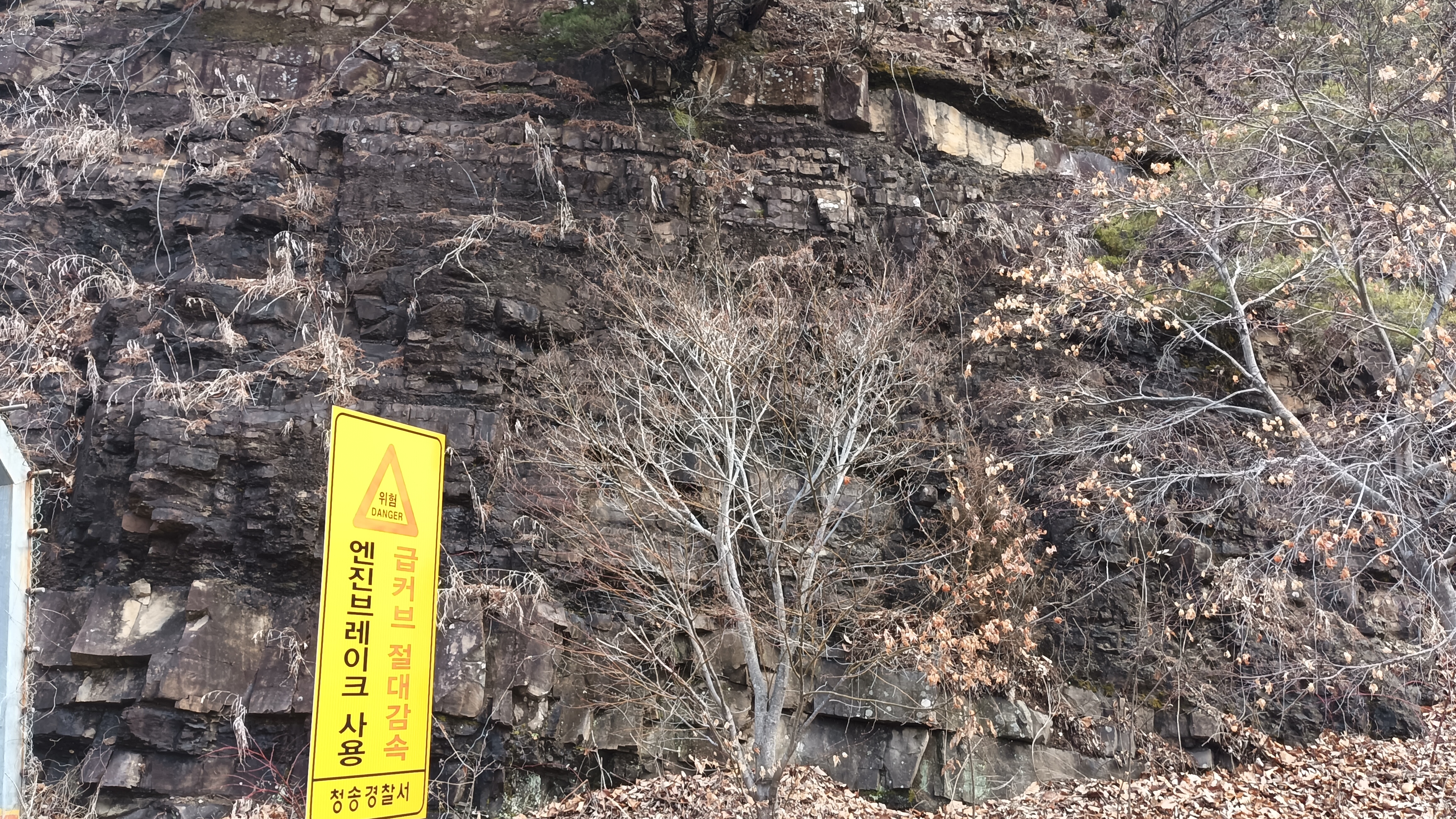
엔진브레이크 사용안내표지판, 청송군 현동면 도평리 삼자현로

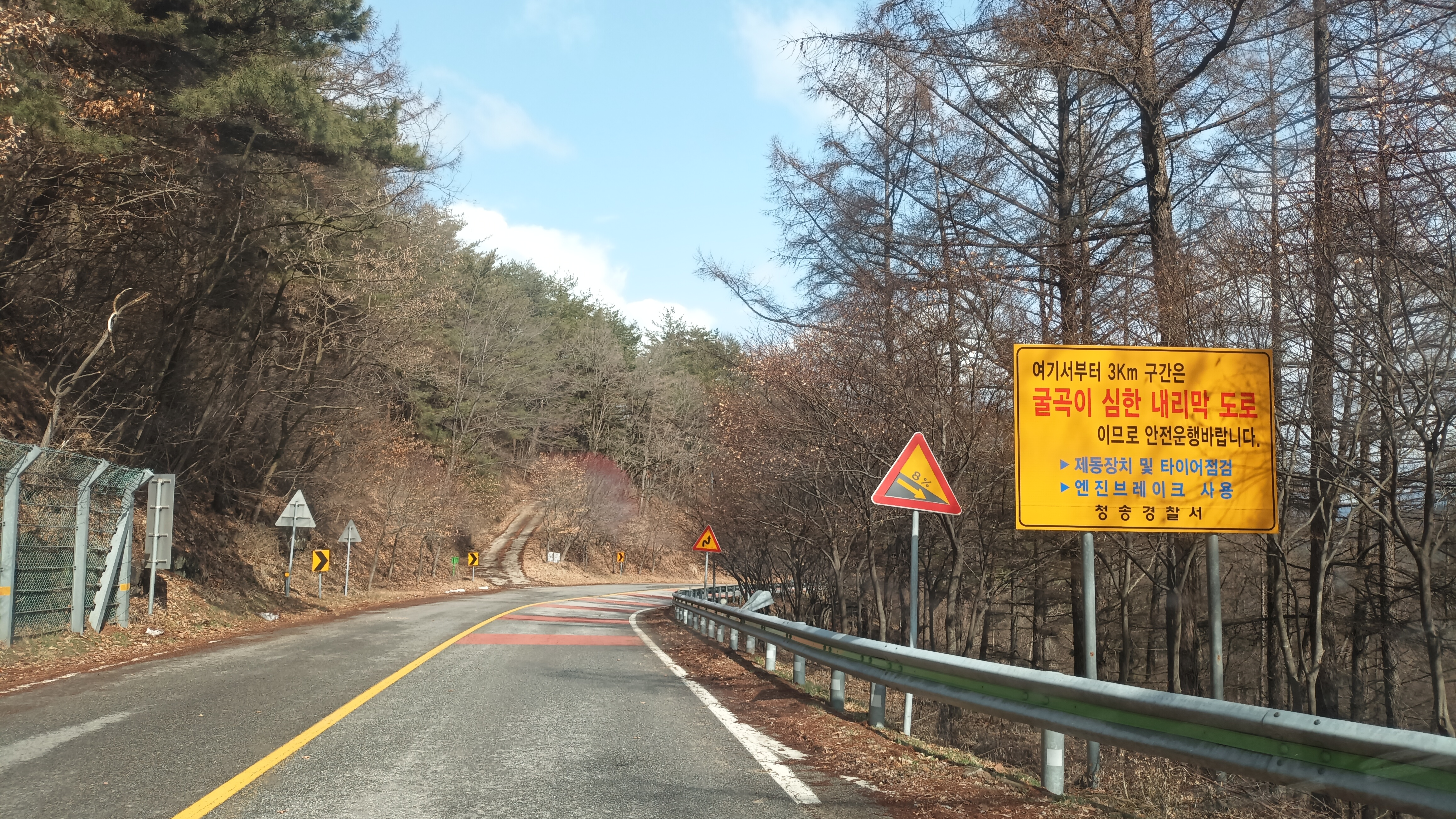
엔진브레이크 사용안내표지판, 청송군 현동면 도평리 삼자현로

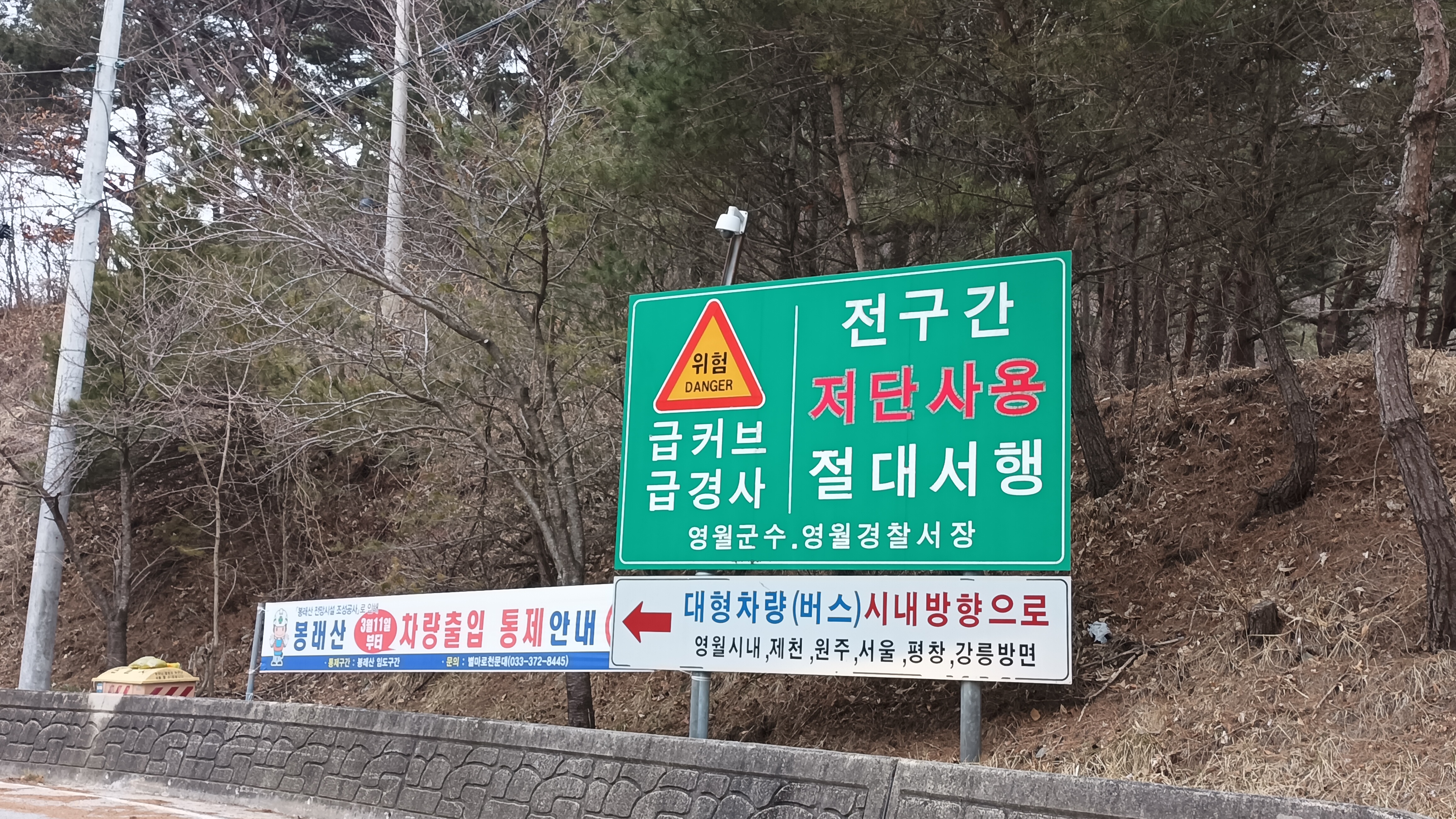
엔진브레이크 (저단기어) 사용안내표지판, 영월군 영월읍 삼옥리 삼옥재길

엔진 브레이크는 엔진 내에 저지력을 발생시켜 모터 비클의 속도를 떨어트리기 위해 사용하는 브레이크이다. 이는 제동기나 마그넷 브레이크와 같은 추가적인 외부 브레이크 구조를 사용하는 것과는 반대된다. 이 용어는 특히 다른 구조를 사용하는 압축 개방 브레이크(Compression release engine brake, 제이크 브레이크) 등 일부 다른 유형의 브레이크와 혼동이 되는 경우가 있다. 수많은 국가의 교통 규제에서는 트럭은 인게이지 기어를 장착한 채 운전을 의무화하고 있는데, 다시 말해 가속 페달을 밟지 않을 때 특정한 수준의 엔진 브레이킹을 제공해야 함을 의미한다.

## 유형

### 가솔린 엔진
가솔린 엔진에서 엔진 브레이크 효과는 가속 페달을 뗄 때 발생하는 브레이크 효과를 가리킨다. 이로써 연료분사를 중단시키고 스로틀 밸브가 거의 완전히 닫히게 하여 예를 들면 터보차저로부터 들어오는 공기흐름을 상당 부분 제한한다. 이 제한은 강력한 매니폴드 진공(manifold vacuum)을 일으켜서 시간이 지남에 따라 잠재적인 에너지 대부분을 시스템에서 가져와서 엔진 브레이크 효과 상당분을 만들어낸다.

### 디젤 엔진
개인 차량의 디젤 엔진은 스로틀 바디가 장착되지 않은 경우 엔진 브레이크 효과를 거의 낼 수 없다.

## 방법

### 소극적 의미
주행 중 가속 페달에서 발을 떼면 엔진의 회전이 늦어지기 때문에 브레이크의 역할을 한다. 단순히 가속 페달에서 발을 떼기만 하면 마찰력과 공기 저항에 의해 속도가 감소하므로 기어 조작이 불필요하다.

### 적극적 의미
수동변속기 차량의 경우 저단 기어로 변속(Shift down)하여 엔진의 회전수(RPM)를 줄여 속도를 감속한다. 이때 레브매칭(Rev-mathcing)을 사용하면 변속 충격 없이 부드럽게 감속할 수 있다. 자동변속기 차량에서는 2나 L(저단) 기어를 사용하며, 주로 내리막 주행 중에 사용한다.

### 내리막 주행
긴 내리막길을 주행할 때 발로 밟는 풋 브레이크만 계속 사용하면 브레이크 페달이 팍팍해져 제동력이 감소하며 최악의 경우 브레이크가 파열될 수 있어 풋 브레이크만 사용하지 말고 기어를 저단으로 변속하는 엔진 브레이크도 사용해야 한다. 고속에서는 저단 기어로 바꾸기 어려우므로 미리 속도를 줄이고 저단 기어로 변속해야 한다. 급한 내리막에서는 풋 브레이크와 엔진 브레이크를 적절히 조합하여 주행한다. 또한 눈길에서는 쉽게 미끄러지기 때문에 엔진 브레이크를 적극 사용한다.
내리막길 주행 중 브레이크 파열로 풋 브레이크 사용이 불가할 경우, 차량이 손상되는 것보다 인명이 중요하므로 엔진 브레이크를 사용하여 감속한다.

## 주의 사항
엔진 브레이크 사용 중 엔진 회전수가 4,000 rpm을 초과할 경우 엔진 및 동력 전달 계통에 손상이 발생할 수 있어 주의해야 한다. 자동변속기의 경우 엔진 회전수가 4,000 rpm을 초과하면 기어가 강제로 변속된다. 또한 엔진 브레이크는 감속 중에도 적색 브레이크 등이 켜지지 않아 후속 차량에 유의해야 한다.

## 같이 보기
- 발전 제동